# Frederick Charles Frank
Sir Frederick Charles Frank, britanski teoretični fizik, * 6. marec 1911, Durban, Južna Afrika, † 5. april 1998.
Najbolj znan je po svojih raziskavah dislokacij v kristalih, prispeval pa je tudi nova spoznanja na področjih fizike trdnin, geofizike in teorije tekočih kristalov.